# Gare de Granville
La gare de Granville est une gare ferroviaire française de la ligne d'Argentan à Granville, située sur le territoire de la commune de Granville, dans le département de la Manche, en région Normandie.
C'est une gare de la Société nationale des chemins de fer français (SNCF), desservie par les trains du réseau TER Normandie.

## Situation ferroviaire
Établie à 24 mètres d'altitude, la gare de Granville est l'aboutissement, au point kilométrique (PK) 130,730, de la ligne d'Argentan à Granville, après la gare ouverte de Folligny. S'intercale la gare fermée de Saint-Planchers.

## Histoire
La gare de Granville est mise en service le 3 juillet 1870 avec l'ouverture de la voie entre la gare de Vire et Granville.
C'est une gare équipée d'un poste d'aiguillage à relais à commande informatique (PRCI). Elle a pour gestion les trains et installations de Saint-Hilaire-de-Briouze à Granville sur la ligne d'Argentan à Granville puis les trains de la ligne Caen-Rennes passant par une de ses gares commandées, Folligny.

## Service des voyageurs

### Accueil
Gare SNCF, elle dispose d'un bâtiment voyageurs avec guichet et de distributeurs automatiques de titres de transport régionaux. Elle est équipée de deux quais latéraux et d'un quai central : le quai « central » accueille d'un côté la voie B, qui dispose d'une longueur utile de 309 m, et de l'autre la voie C (longueur utile 270 m) ; les deux quais latéraux accueillent la voie A (longueur utile 330 m) et la voie D (longueur utile 230 m).

### Desserte
La gare est desservie par les trains des lignes commerciales Paris - Granville et Caen - Granville - Rennes.

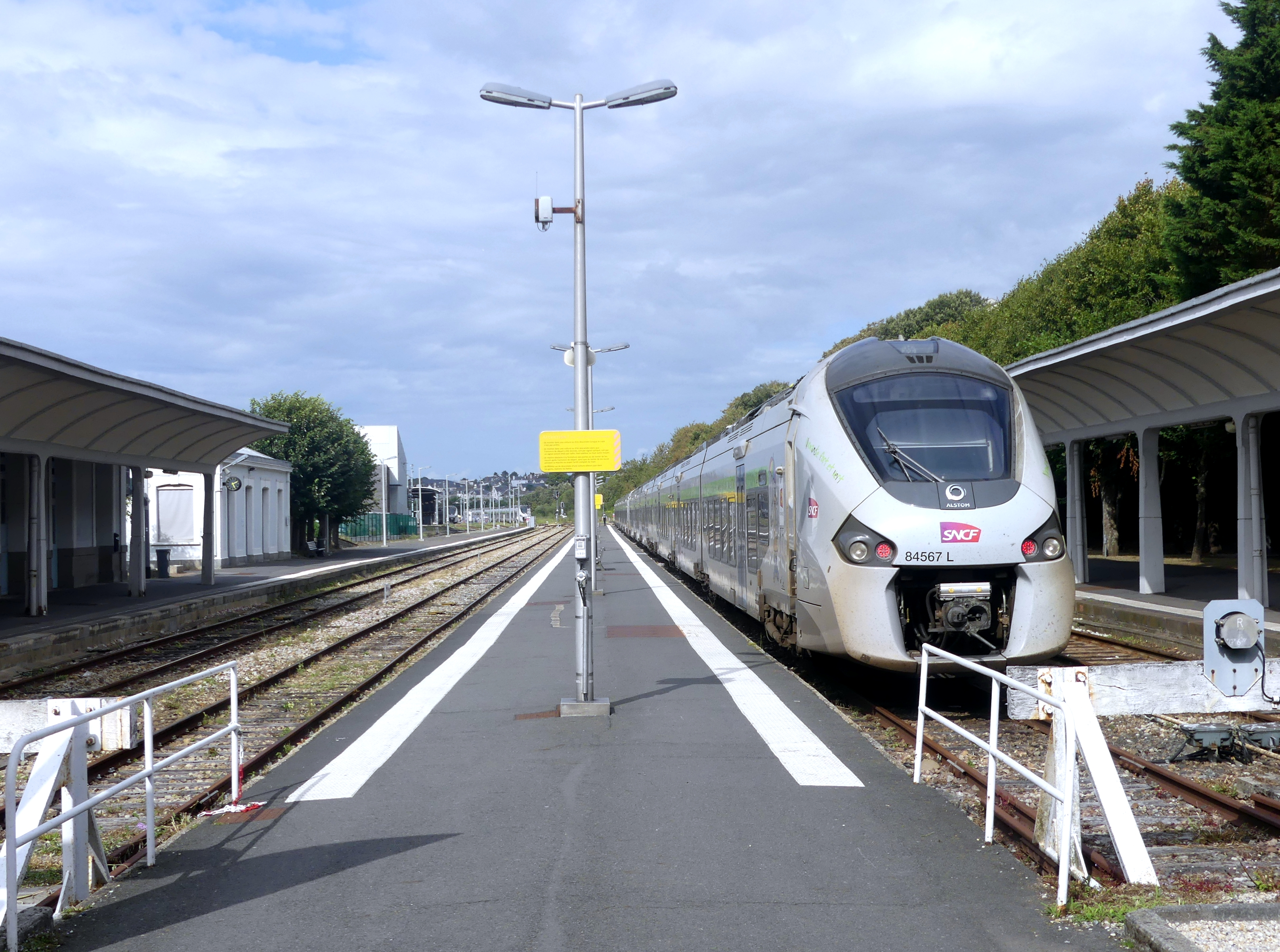
Train Intercités arrivé de Paris, en soirée.
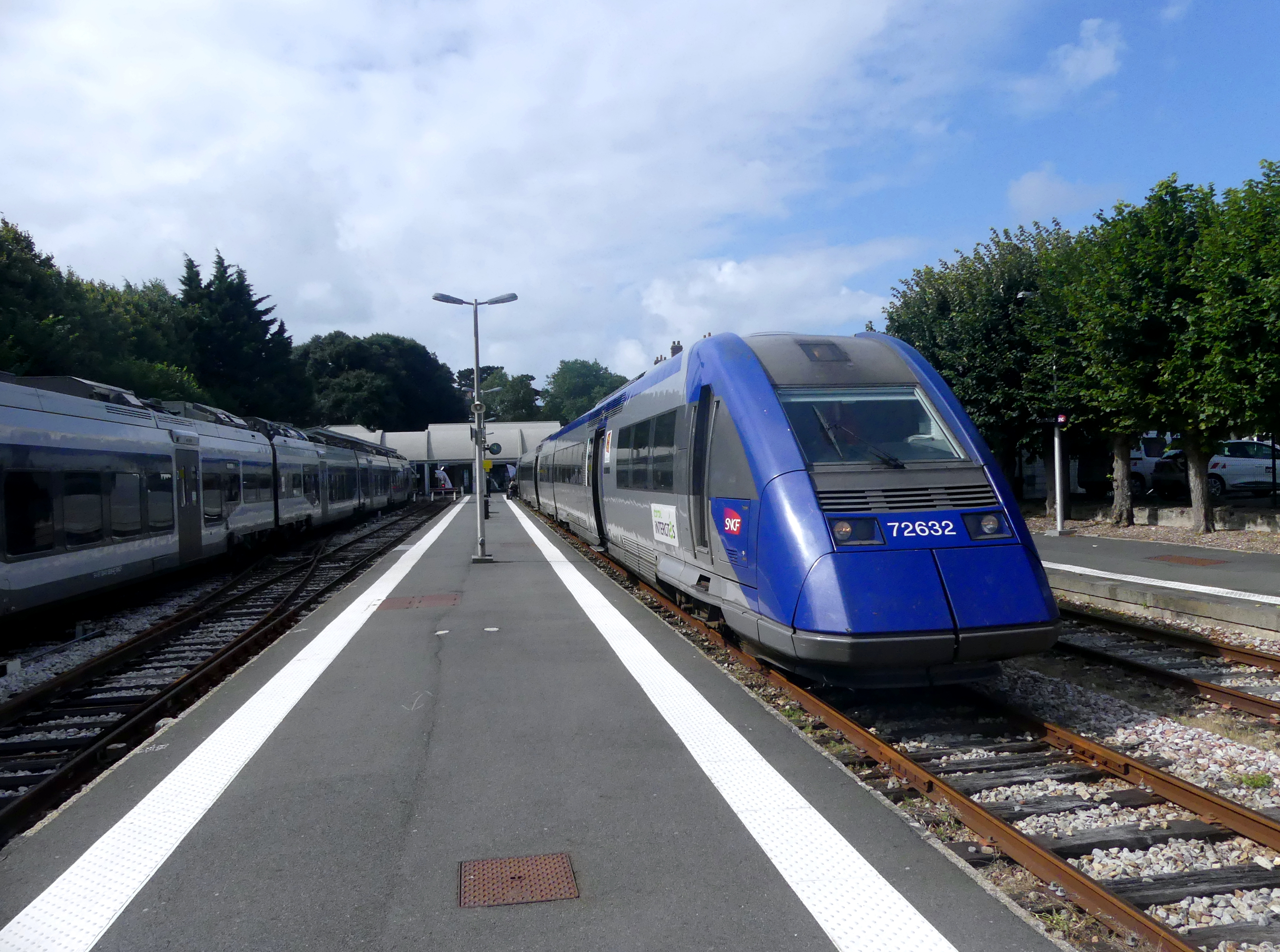
TER Rennes - Caen, changeant de sens à Granville.

### Intermodalité
La gare est desservie par les lignes 3, 7, 116, 122, 202 et 302 du réseau Manéo, par la ligne d'autocar TER Basse-Normandie Granville - Coutances et par un service de transport à la demande par taxi TER. Un parking pour les véhicules y est aménagé.

## Service des marchandises
Cette gare est ouverte au trafic du fret.